# The Pipe of Discontent
The Pipe of Discontent est un film américain réalisé par Harry C. Mathews, sorti en 1917.

## Fiche technique
- Titre original : The Pipe of Discontent
- Réalisation : Harry C. Mathews
- Production : Mack Sennett
- Société de production : Keystone
- Société de distribution : Keystone
- Pays d’origine :  États-Unis
- Langue originale : anglais
- Format : noir et blanc — 35 mm — 1,37:1 — Film muet
- Genre : Comédie
- Durée : 1 bobine - 300 m
- Date de sortie :
  - États-Unis : 14 janvier 1917
- Licence : domaine public

## Distribution
- Elsie Albert